# Claremont (Illinois)
Claremont – wieś w Stanach Zjednoczonych, w stanie Illinois, w hrabstwie Richland.